# Hrvoje Spahija
Hrvoje Spahija (Sebenico, 23 febbraio 1988) è un calciatore croato, difensore del Vodice.

## Palmarès

### Competizioni nazionali
- Coppa di Romania: 1

Voluntari: 2016-2017